# Murrayon
Genre
Murrayon est un genre de tardigrades de la famille des Murrayidae.

## Liste des espèces
Selon Degma, Bertolani et Guidetti, 2014 :
- Murrayon dianeae (Kristensen, 1982)
- Murrayon hastatus (Murray, 1907)
- Murrayon hibernicus (Murray, 1911)
- Murrayon hyperoncus Meyer, Domingue & Hinton, 2014
- Murrayon nocentiniae (Ramazzotti, 1961)
- Murrayon ovoglabellus (Biserov, 1988)
- Murrayon pullari (Murray, 1907)
- Murrayon stellatus Guidetti, 1998

## Publication originale
- Bertolani & Pilato, 1988 : Struttura delle unghie nei Macrobiotidae e descrizione di Murrayon n. gen. (Eutardigrada). Animalia (Catania), vol. 15, no 1/3, p. 17-24.